# Vilhelm av Schaumburg-Lippe
Vilhelm av Schaumburg-Lippe, född 9 januari 1724 i London, död 10 september 1777 i Wölpinghausen, var en tysk greve, militär och statsman samt fältmarskalk.

## Biografi
Vilhelm föddes i London som son till Albert av Schaumburg-Lippe och dennes första hustru grevinnan Margarete Gertrud av Oeynhausen (1701–1726, påstådd illegitim dotter till Georg I av Storbritannien och hans älskarinna Ehrengard Melusine von der Schulenburg.)
Vilhelm följde sin far i fälttåg i holländsk tjänst under österrikiska tronföljdskriget 1740–1748 och var närvarande vid slaget vid Dettingen 1743. Han stred sedan i österrikisk tjänst i det italienska fälttåget. Han efterträdde sin far som greve den 25 oktober 1748.
Som greve och general av artilleriet (Generalfeldzeugmeister) ställde han sig på Preussens sida under sjuårskriget. Han utmärkte sig i spetsen för det allierade artilleriet under slaget vid Minden 1759 och belönades med det allierade artilleriets övergripande befäl.
År 1762 ledde han på begäran av markisen av Pombal (den portugisiska statssekreteraren) som generalissimus de allierade trupperna i Portugal mot den spanska invasionen. Vilhelm genomförde en lysande defensiv kampanj av marscher och motmarscher, så att fienden, även om den hade en tre-till-en-överlägsenhet i antal, alltid stötte på försvar i bra position och aldrig vågade riskera en attack. På begäran av Pombal stannade Vilhelm kvar i ett år efter fredsavtalet 1763. Han var också en inflytelserik militärteoretiker och en förespråkare för defensiv krigföring. Ett av hans mest kända slagord är: "Kein anderer als der Defensivkrieg ist rechtmäßig!" ("Endast defensiv krigföring är motiverad!").
Vilhelm dog i Wölpinghausen 1777 och efterträddes av sin kusin Philipp II av Schaumburg-Lippe. En byst föreställande honom finns i Walhalla.

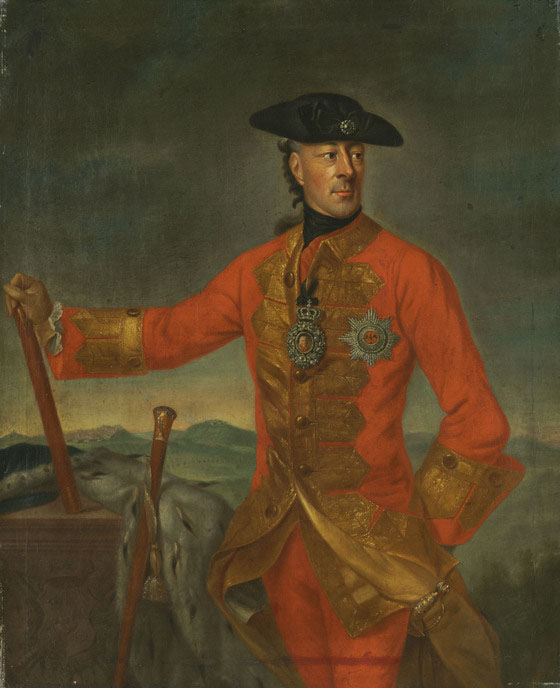
Vilhelm av Schaumburg-Lippe.
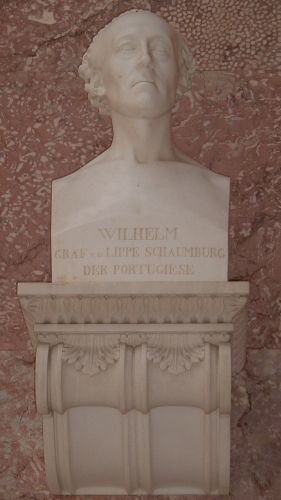
Vilhelms byst i Walhalla.